# Jaén (prowincja)
Jaén – prowincja położona na południu Hiszpanii, na obszarze wspólnoty autonomicznej Andaluzji. Graniczy na zachodzie z Kordobą, na północy z Ciudad Real, na wschodzie z Albacete, a na południowym wschodzie z Grenadą. Jej stolicą jest miasto Jaén.
Powierzchnia prowincji wynosi 13 498 km², a jej liczba ludności 662 751 mieszkańców (2006). Jedna szósta część ludności prowincji zamieszkuje stolicę i jej obszar metropolitarny. Gęstość zaludnienia wynosi 49,09 os./km². Jaén składa się z 97 municypiów (gmin), z których najważniejsze, obok stolicy, to Linares, Úbeda, Andújar, Martos i Alcalá la Real, które mają ponad 20 000 mieszkańców.
Klimat, który można zaklasyfikować do typu śródziemnomorskiego z różnymi podtypami (subtropikalny, łagodny i kontynentalny), znajduje się pod całkowitym wpływem Doliny Gwadalkiwiru, która otwarta na Atlantyk warunkuje cyrkulację atmosferyczną prowincji. Dzięki tej dolinie wilgotne masy powietrza oceanicznego docierają do Andaluzji wiosną i jesienią powodując obfite opady atmosferyczne; w pozostałych okresach, przede wszystkim po stronie zachodniej Gór Betyckich.
Jaén jest prowincją, która ma bardzo duży potencjał z punktu widzenia jej licznego, bogatego i różnorodnego dziedzictwa. Bogactwo zabytków, wysoka jakość życia, śródziemnomorskie lasy oliwne, piękno krajobrazu i szlachetność mieszkańców najlepiej definiują tę prowincję.

## Comarki
Jaén dzieli się na dziesięć comark:

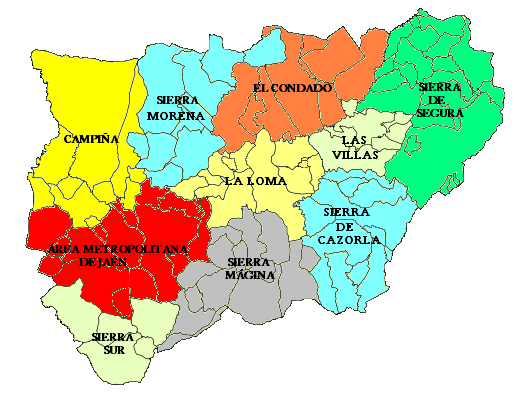
Comarki prowincji Jaén

- Sierra Sur: ma 44 339 mieszkańców, powierzchnię 784,27 km² i gęstość zaludnienia 56,5 os./km². Jej stolicą jest Alcalá la Real.
- Obszar Metropolitarny Jaén: comarca, która obejmuje całość obszaru metropolitarnego stolicy prowincji. Ma 220 448 mieszkańców, powierzchnię 1 755,56 km² i gęstość zaludnienia 125,57 os./km². Jej stolicą jest Jaén
- La Campiña: ma 67 749 mieszkańców, powierzchnię 1 741,76 km² i gęstość zaludnienia 38,9 os./km². Część jej terytorium wchodzi w skład Parku Narodowego Sierra de Andújar. Jej stolicą jest Andújar.
- El Condado: ma 23 904 mieszkańców, powierzchnię 1 488,11 km² i gęstość zaludnienia 16,1 os./km². jej stolicą jest municypium Santisteban del Puerto.
- La Loma: ma 76 961 mieszkańców, powierzchnię 1 037,4 km² i gęstość zaludnienia 74,2 os./km². Jej stolicą jest Úbeda.
- Las Villas: znacząca część jej terytorium wchodzi w skład Parku Naturalnego Sierra de Cazorla, Segura i Las Villas. Ma 22 239 mieszkańców, powierzchnię 556,38 km² i gęstość zaludnienia 40 os./km². Jej stolicą jest Villacarrillo.
- Sierra de Cazorla: obejmuje dużą część Parku Naturalnego Sierra de Cazorla, Segura i Las Villas. Ma 33 993 mieszkańców, powierzchnię 1 330,72 km² i gęstość zaludnienia 25,5 os./km². Jej stolicą jest Cazorla.
- Sierra de Segura: jest największą comarką prowincji i również obejmuje dużą część Parku Naturalnego Sierra de Cazorla, Segura i Las Villas. Ma 26 574 mieszkańców. powierzchnię 1931 km² i gęstość zaludnienia 13,8 os./km². Jej stolicą jest Beas de Segura.
- Sierra Mágina: znacząca część jej terytorium wchodzi w skład Parku Naturalnego Sierra Mágina. Ma 42 368 mieszkańców, powierzchnię 1 389,4 km² i gęstość zaludnienia 30,5 os./km². Jej stolicą jest Jódar.
- Sierra Morena: duża część tej comarki jest położona na obszarze łańcucha górskiego Sierra Morena (na tym obszarze leży Park Narodowy Despeñaperros). Ma 105 640 mieszkańców, powierzchnię 1 396,7 km² i gęstość zaludnienia 75,6 os./km². Jej stolicą jest Linares.

## Ludność

### Charakterystyka ludności
Prowincja charakteryzuje się sporym zróżnicowaniem społecznym i kulturowym ze względu na różnorodność geograficzną. Można wyróżnić dwie główne strefy, na które dzieli się Jaén: miejska i wiejska. Pierwsza składa się ze skupień ludności położonych na obszarze środkowo-zachodnim i południowym, z historycznymi miastami Jaén, Úbeda, Baeza i Andújar oraz młodszymi Alcalá la Real, Martos i Linares. Strefa wiejska składa się z jednostek osadniczych położonych w górach jaeńskich (generalnie pokrywa się ze wschodnią połową prowincji). Jednak jeśli chodzi o zachowania stereotypowe, konsumpcję, zatrudnienie i inne przejawy życia społeczno-ekonomicznego prowincja Jaén jest prowincją przeważająco miejską.
Ludność Jaén charakteryzuje się jedną z najwyższych na świecie średnią długością życia, według badań Jaeńczycy przekraczają średnią długość życia Hiszpanii i Europy, zbliżają się do Japonii. W części kluczem do wysokości tego wskaźnika jest według naukowców spożycie oliwy z oliwek.
Prowincja Jaén liczy 662 751 mieszkańców (INE, 2006). To oznacza wzrost o 2467 osób w prowincji, 0,4% więcej niż rok wcześniej. Z tej liczby 117 769 żyje w stolicy, której liczba mieszkańców wzrosła o 229 osób.
Wyjaśnienie tego wzrostu ludności jest proste. Z jednej strony utrzymała się liczba narodzeń i przyrost naturalny jest dodatni. Z drugiej strony imigracja przyczynia się również do wzrostu ludności. Wzrost ludności prowincji Jaén jest również skutkiem spadku liczby osób, które opuszczają strony rodzinne, aby szukać lepszych warunków w innych miastach hiszpańskich.
Mimo wzrostu ludności trzeba pamiętać o tym, że przez trzydzieści lat liczba ludności prowincji utrzymywała się na tym samym poziomie (tylko 11 000 mieszkańców mniej niż dziś). Dwanaście lat temu ludność jaeńska doszła do 666 767 osób, 4000 więcej niż dziś i najwięcej w całej historii prowincji. Od 1995 spadek liczby mieszkańców stał się bardziej umiarkowany, a od 2003 liczba ludności zaczęła powoli rosnąć.
Największa gęstość zaludnienia występuje na zachodzie prowincji i w stolicy, która skupia 17,8% całkowitej ludności prowincji.

### Imigranci
Liczba imigrantów wynosi 13 729 osób według INE z 2006, co stanowi 2,07% ludności prowincji.
Liczba imigrantów wzrosła w roku 2005 o 30% i stanowi 45% wzrostu zaludnienia prowincji. Ten wzrost przekracza średni wzrost hiszpański, który wyniósł 22,9%, chociaż liczba ludności pochodzenia zagranicznego w prowincji Jaén jest dużo niższa od średniej andaluzyjskiej (4,16% w 2004) i hiszpańskiej (8,5%), według badań Universidad de Jaén (Uniwersytet Jaeński). Marokańczycy nadal są najliczniejszą grupą imigrantów.
Poza tym z 623 nowych mieszkańców stolicy (w 2005) 486 stanowili cudzoziemcy, co oznacza, że to właśnie oni stanowili 78% wzrostu demograficznego miasta w roku 2005.
Poza stolicą najwięcej cudzoziemców przyjęły Linares (1 107), Martos (948), Villanueva del Arzobispo (615) i Úbeda (614). W strukturze ludności najwięcej imigrantów jest w Villanueva del Arzobispo (7% ludności), Hinojares (6,4%), Iznatoraf (6,1%) i Benatae (5,5%).
Trzeba wspomnieć jeszcze o imigrantach, którzy przyjeżdżają do prowincji tylko na okres zbiorów oliwek, ich pobyt jest czasowy, a ich liczba waha się rok do roku. W ostatnim sezonie przybyło 7000 pracowników.
Pod względem narodowościowym, najliczniejszymi cudzoziemcami prowincji Jaén są Marokańczycy (1 stycznia 2006), po nich Rumuni, Ekwadorczycy i Kolumbijczycy. Największą dynamiką wzrostu cechują się przybysze z Rumunii.

## Geografia
Z geograficznego punktu widzenia prowincja zajmuje uprzywilejowaną pozycję, aby cieszyć się bliskością Andaluzji z Hiszpanią, a poprzez nie z północną Afryką i Europą. Faktycznie, w przeszłości prowincja w wielu przypadkach była miejscem spotkań różnych ludów i kultur, a także miejscem bitew takich jak bitwy pod Las Navas de Tolosa, Bailén lub Baecula, to zostawiło ślady i ukształtowało charakter ludności bliskiej Mesecie i hiszpańskiemu Lewantowi, ale jednocześnie bez utraty własnej tożsamości andaluzyjskiej.
Prowincja jest znana jako Szwajcaria Andaluzji ze względu na liczbę i różnorodność pasm górskich. Jej złożoną rzeźbę uzupełnia Dolina Gwadalkiwiru (Nizina Betycka, Nizina Andaluzyjska). Jednak jest jedną z prowincji mniej odwiedzanych przez turystów, ma mnóstwo miejsc wartych odwiedzenia. Jaén ma, obok innych obszarów chronionych, cztery parki narodowe:
- Park Narodowy Sierra de Andújar.
- Park Naturalny Sierra Mágina.
- Park Narodowy Despeñaperros.
- Park Naturalny Sierra de Cazorla, Segura i Las Villas, największy obszar chroniony prawnie w Hiszpanii i drugi co do wielkości w Europie, mający rangę Rezerwatu Biosfery.

Prowincja jest bogata także w ważne miasta renesansowe: Úbeda i Baeza, które zostały sklasyfikowane jako Światowe Dziedzictwo Ludzkości przez UNESCO.

## Uprawa oliwek

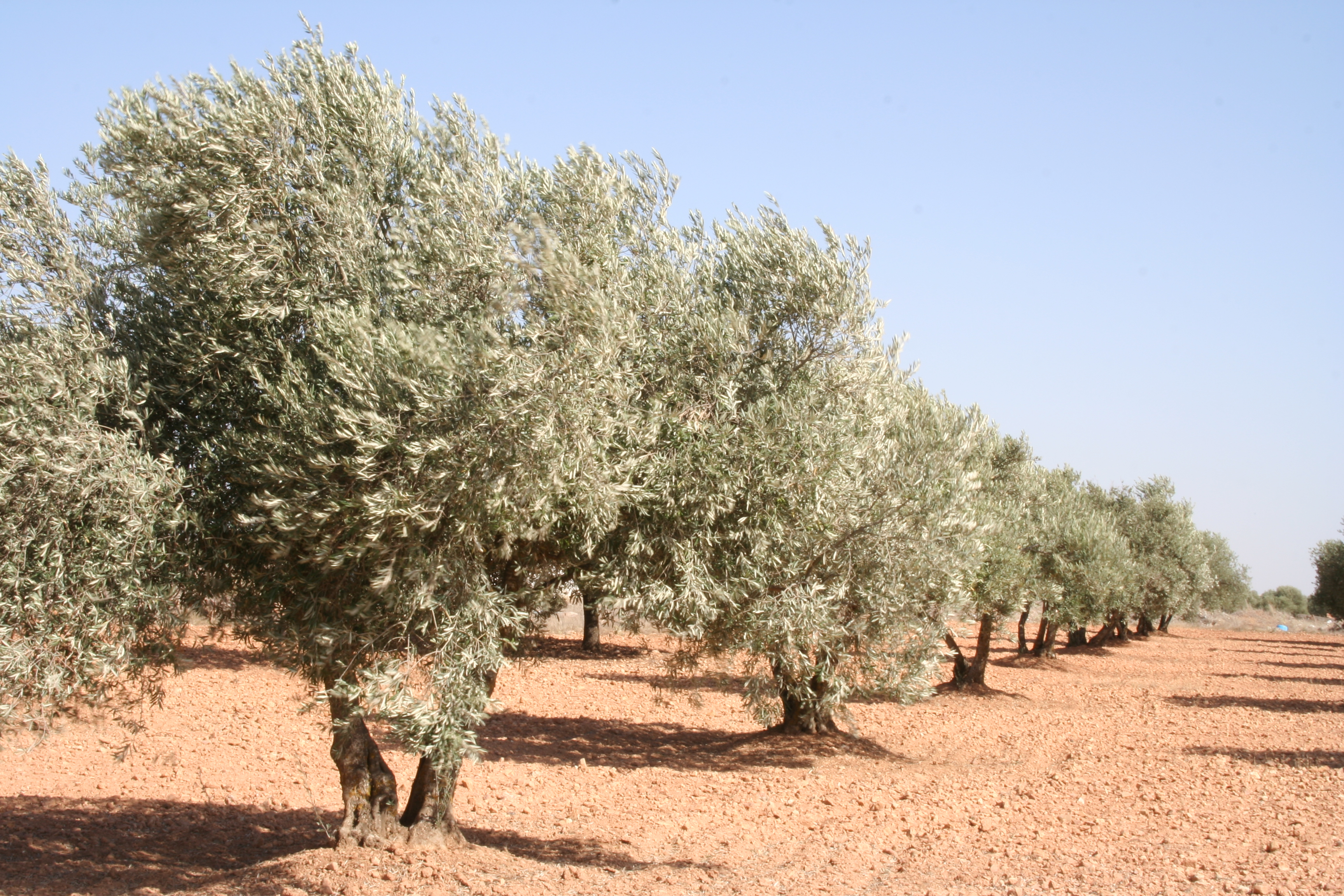
Drzewa oliwne

Prowincja Jaén jest największym światowym producentem oliwy z oliwek, dlatego że duża część gospodarki jaeńskiej bazuje na monokulturowej uprawie oliwek.
Rolnictwo i przemysł związane z oliwkami to sektor strategiczny gospodarki prowincji nie tylko ze względu na udział w tworzeniu dochodu prowincji i zatrudnieniu mieszkańców, ale także ze względu na reperkusje społeczne, środowiskowe i kulturowe.
Prowincja Jaén z 550 000 hektarów gajów oliwnych stanowi więcej niż 25% powierzchni hiszpańskiej i 42% powierzchni andaluzyjskiej gajów oliwnych wytwarzając około 45% krajowej produkcji oliwy z oliwek. 78% użytków rolnych prowincji stanowią uprawy oliwek z przeznaczeniem na tłoczenie oliwy.
Oliwa i produkty pochodne stanowią więcej niż 90% produkcji rolnej prowincji, co jest znaczące jeżeli uwzględni się, że sektor rolniczy stanowi około 20% w strukturze działalności ekonomicznej.
Powyższe cyfry jasno wskazują na olbrzymie znaczenie oliwek w gospodarce prowincji. Oliwki są najważniejszym źródłem dochodu dla dużej części ludności, przede wszystkim dla dużej ilości siły roboczej, która jest powiązana z uprawą bezpośrednio lub pośrednio. Sektor oliwny dostarcza rocznie około 300 milionów euro.